# H.323
H.323 este primul protocol pentru comunicațiile VoIP apărut pe piață. A fost definit de către ITU-T în 1996 sub numele de “Sisteme de telefonie vizuală și echipamente pentru rețele locale care nu garantează calitatea serviciului” (Visual telephone systems and equipment for local area networks which provide a non-guaranteed quality of service). Era un prim pas, mai mult teoretic decât practic, deoarece chiar prin titlul lucrării se recunoșteau punctele slabe ale standardului, și anume negarantarea calității comunicației, determinată de întârzierea pachetelor. Este binecunoscut faptul că transmisiile audio/video pot tolera erori la recepție, dar sunt extrem de sensibile la întârzieri și fluctuații de bandă. Recomandarea a fost revizuită în 1998 (Packet-based multimedia communications systems ) și apoi devine baza primelor sisteme universale de telefonie pe Internet.
H.323 este mai mult o prezentare arhitecturală a telefoniei pe Internet decât un protocol specific. El se referă la un număr mare de protocoale specifice pentru codificarea vocii, configurarea apelului, semnalizare, transportul datelor și alte aspecte mai mult decât să specifice el însuși aceste lucruri. 
Arhitectura generală a unei rețele bazate pe protocolul H.323 are în componența sa următoarele entități :
- terminal: este un punct terminal care asigură în timp real, o comunicație bidirecțională cu un alt terminal. Această comunicație poate consta numai din voce, voce și date, voce și video, sau voce, date și video. Practic terminalul poate fi program software instalat pe un PC sau poate fi un terminal independent (telefon sau videotelefon) cu interfață de rețea.
- gateway (poartă) este un echipament care conectează la Internet rețeaua de telefonie non-IP. Acesta comunică prin protocoale H.323 pe partea de Internet și prin protocoale PSTN pe partea non-IP.
- gatekeeper (administrator de poartă) este o entitate care asigură controlul accesului la rețea pentru terminalele H.323 precum și translatarea adreselor. Un LAN poate avea un administrator de poartă, care controlează terminalele de sub jurisdicția sa.
- zonă: este  o colecție de terminale și porți de acces gestionate de un singur administrator (gatekeeper). O zonă este independentă de arhitectura rețelei și poate îngloba mai multe segmente de rețea interconectate între ele în mod direct sau indirect.

### Proiecte
- H.323 Plus open source H.323 project
- Xmeeting for Mac OS X
- GNU (OpenSource) Gatekeeper
- Ekiga: open source VoIP and video conferencing application for GNOME